# Историческая библиотека

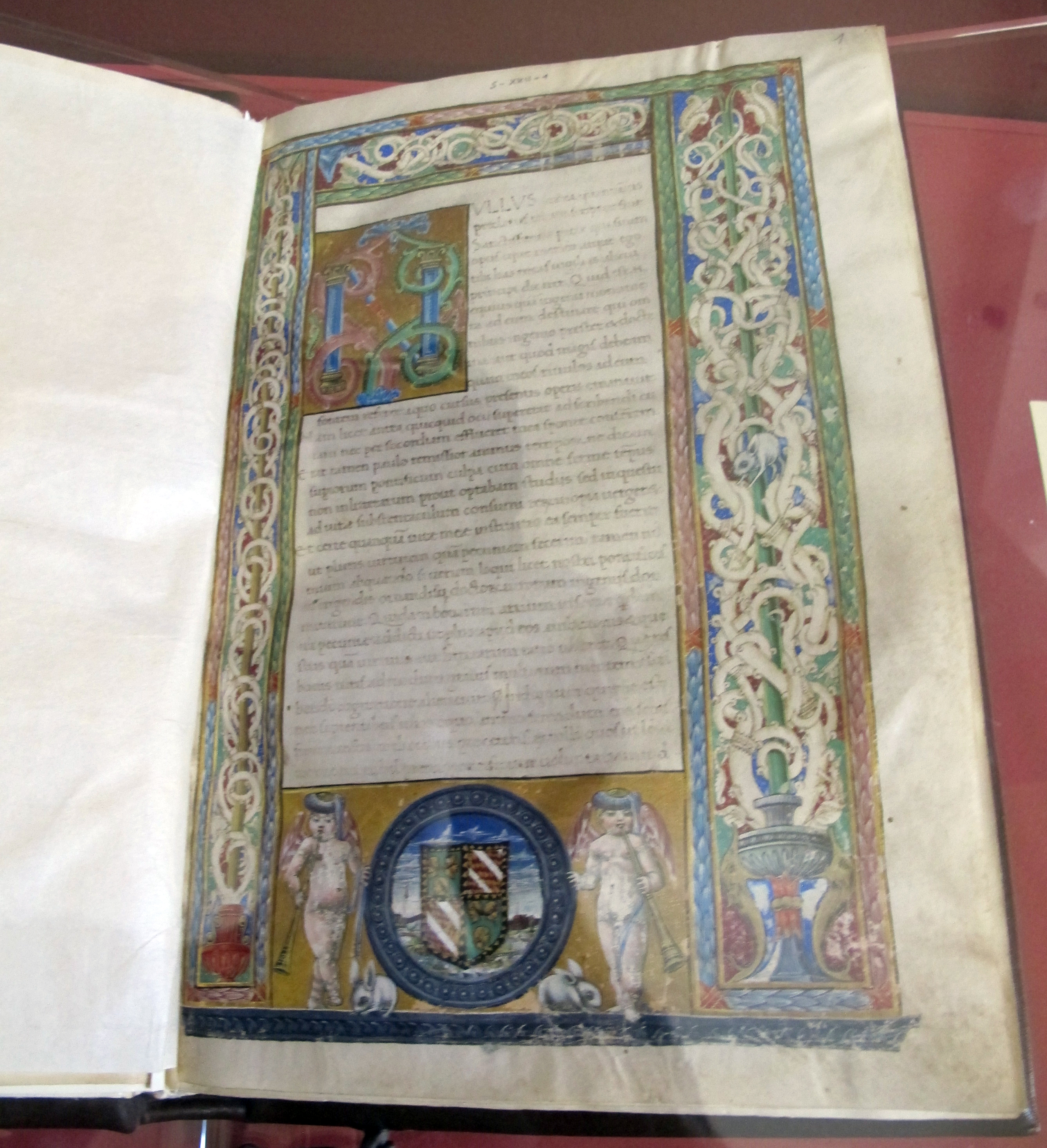
Bibliotheca historica

«Историческая библиотека» (др.-греч. Ἱστορικὴ Βιβλιοθήκη) — сочинение древнегреческого историка Диодора Сицилийского.
Для сбора материала Диодор объездил значительную часть Европы и Ближнего Востока, затем поселился в Риме, где приступил к составлению сводной историко-мифологической работы. Так после 30 лет труда (не ранее 21 года до н. э.) появилась его «Библиотека» — история всех стран и народов. Она охватывала в 40 книгах 1100 лет, от мифической эпохи до завоевания Галлии Цезарем. До нас дошли первые пять книг, где изложена история египтян, эфиопов, ассирийцев и древнейшая греков; затем книги XI—XX, в которых рассказывается о войнах с персами в 480—301 годах до н. э.
Патриарх Константинопольский Фотий I приводит выписки из книги XXXI и следующих, относящихся к эпохе гражданских войн, до возвращения Помпея из Азии.
По данным самого Диодора, можно с большой вероятностью проследить его источники: для Азии он, кажется, пользовался Ктесием, для Египта — Гекатеем, для Индии — Мегасфеном, для Греции — Эфором, для Александра Македонского — Клитархом, Каллисфеном и Дурисом, для Сицилии — Тимеем, для ранней римской истории, возможно, — Фабием Пиктором, для описания Первой Пунической войны — Филином, позднее Полибием, Посидонием. Ввиду недостатка критичности автора, в литературе была высказана гипотеза, что его сочинения дошли до нас не в подлиннике, а в переработке.